# Clasificación de meteoritos
Desde el siglo XIX los criterios para establecer una clasificación de meteoritos han variado según se adquirían nuevos conocimientos. No hay ninguna clasificación de meteoritos que sea más correcta o más válida que otra.

## Evolución de la clasificación
Con la "clasificación clásica" de meteoritos (rocas, mixto y metálico), se creyó que los meteoritos provenían del mismo cuerpo: rocas (la superficie), metálico (el núcleo del supuesto cuerpo) y mixto (entre la superficie y el núcleo). Pero alrededor de 1970, se pudieron estudiar los meteoritos con mejores microscopios y realizar análisis químicos más profundos especialmente con isótopos. Esto provocó que la "clasificación clásica" que había sido utilizada durante décadas comenzara a no ser válida, ya que muchos meteoritos aparentemente iguales, no eran de la misma época ni del mismo cuerpo de origen.
Haciendo un símil es como tener tres huevos, uno fresco, otro a los tres minutos y el otro duro. La relación entre los tres es que inicialmente todos eran frescos, pero con la temperatura y el tiempo se convirtieron en "huevo de tres minutos" y en huevo duro. Una vez alcanzado uno de estos dos últimos estados, no es posible volver al estado inicial del huevo fresco, el proceso es irreversible. Con los meteoritos sucede algo parecido y entre otros aspectos, debido a esta transformación se tuvo que cambiar la clasificación por la moderna para especificar tanto el origen como el tiempo de "cocción".

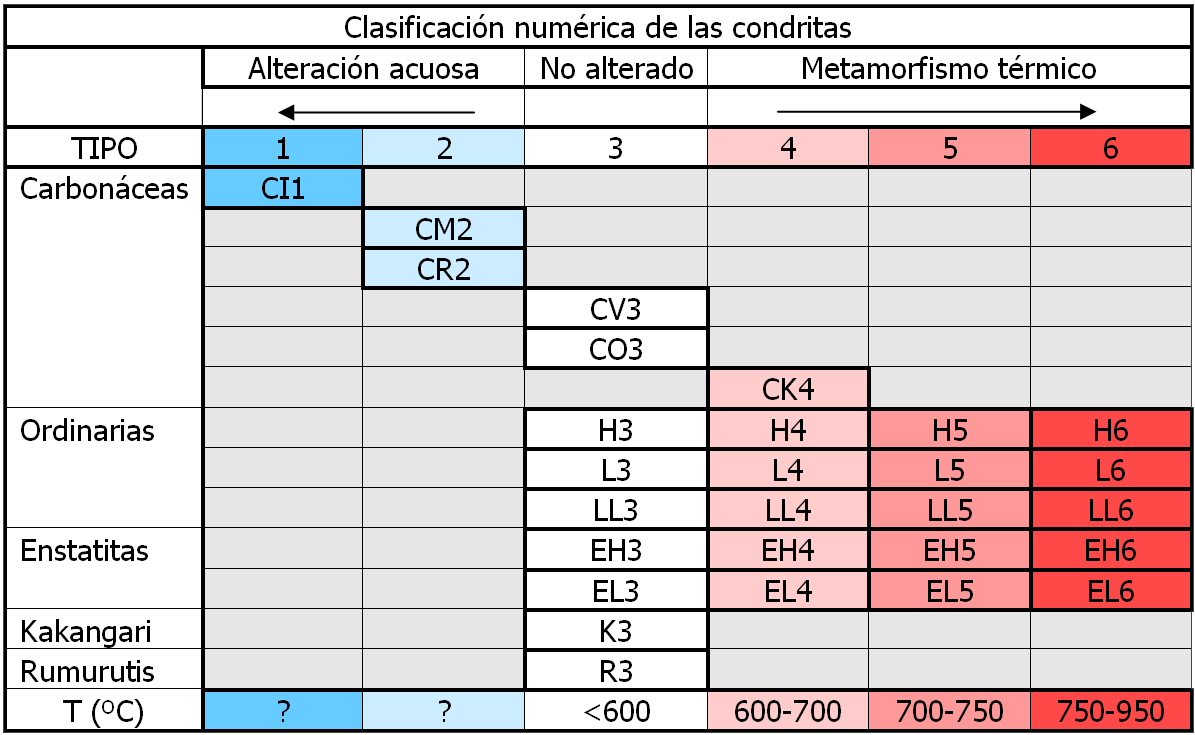
Representación de los distintos tipos petrológicos en las diferentes clases de condritas (McSween 1999)

Poco antes de 1980 se observó que las condritas no afectadas por metamorfismo (por agua o por temperatura), eran las únicas que preservan información sobre su acreción, es decir, que desde su formación hace 4.555 millones de años no han sufrido cambios. Utilizando el símil anterior, las condritas (de clase 3) serían los huevos frescos sin metamorfosear.
Así que se acordó hacer una escala de "alteración" entre 1 y 6: donde 3 significa "no alterado", los números 2 y 1 se asignan a condritas con alteración acuosa (2 es poco  y 1 es muy alterada) y los números 4, 5 y 6 se asignan a las condritas metamorfoseadas térmicamente (4 es poco alteradas y 6 es muy alteradas).
La clasificación de meteoritos moderna atiende a la petrología fundamentalmente. Los criterios mineralógicos y texturales permiten crear una serie de grupos de meteoritos. Criterios como distribución de minerales, tamaño de grano, abundancia de elementos como níquel, hierro, calcio o magnesio, son aspectos que se contemplan en la clasificación. En última instancia, el cuerpo de origen del meteorito (asteroide, planeta Marte, la Luna...) también se contempla en la clasificación. Así pues, al ir aumentando el conocimiento va refinándose la clasificación.
Gracias a las redes fotográficas en diferentes países, se ha podido fotografiar caídas de meteoritos como en Příbram (Praga, 1959) o en Lost City (Oklahoma, 1970), lo que permitió calcular matemáticamente sus trayectorias y punto de origen. Hoy en día se sabe con certeza que la inmensa mayoría de los meteoritos provienen del cinturón de asteroides.

## Clasificación antigua (o clásica)
Desde tiempos inmemoriales se ha tenido conocimiento de los meteoritos, pero no como conceptualmente se conocen hoy en día. En la antigua Grecia, Aristóteles, Séneca y Plinio el Viejo ya intuían que se trataban de cuerpos celestes, pero creían que eran de origen terrestre o incluso que los Dioses se tiraban piedras entre ellos. 
Durante los siguientes siglos en el mundo cristiano los tenían como señales divinas, cuando caía un meteorito se le entregaba a la iglesia y sin cuestionarse nada más. Esta etapa duró hasta el año 1794, cuando un físico alemán llamado Ernst Florens Friedrich Chladni realizó el primer informe de avistamientos en varios países con pruebas irrefutables de su origen extraterrestre. Los científicos de aquella época rechazaron su informe y al igual que Aristóteles, siguieron pensando que los meteoritos eran de origen terrestre, hasta el punto que la Academia de Ciencias francesa publicó un informe oficial declarando que los meteoritos eran una fantasía y que no existían. Georges Cuvier (naturista francés) se sumó a la declaración diciendo que: "las piedras no pueden caer del Cielo, porque en el Cielo no hay piedras".
Nueve años después de que Ernst Chladni publicase su informe, hubo una espectacular caída de un meteorito en los alrededores de L'Aigle (Francia), el 26 de abril de 1803. Al entrar en la atmósfera terrestre se partió en más de 3.000 fragmentos y provocó una brillante "lluvia de estrellas", que además de aterrorizar a las gentes de la región, hizo que la Academia de Ciencias francesa se replantease su posición inicial y enviasen a estudiar el fenómeno al científico Jean-Baptiste Biot. Gracias a sus informes, fue extendiéndose entre la comunidad científica la idea del origen extraterrestre de los meteoritos.
Desde Ernst Chladni que los meteoritos se clasificaron en tres apartados, que eran las características más evidentes: pétreos, metálicos y metálicorrocosos. En los años posteriores, utilizando los rudimentarios análisis químicos de entonces, se fueron creando subapartados. Esta clasificación duró hasta alrededor del año 1970, cuando aparecieron los microscopios electrónicos más potentes y los análisis químicos a nivel de isotopos, y se dieron cuenta de que la clasificación clásica no era suficiente para clasificar la enorme variedad de meteoritos con que se encontraban.
A continuación están los tres apartados de la clasificación clásica de los meteoritos:
- Meteoritos pétreos (también llamados: rocosos)
  - Condrita
  - Acondrita
- Meteoritos metálicos (también llamados: sideritos, de hierro, ferrosos, férricos, "iron")
  - Ataxita
  - Octaedrita
  - Hexaedritas
- Meteoritos metalorrocosos (también llamados: siderolitos, mixtos, férricos de tipo rocoso, ferro-pétreos, petro-ferrosos, rocoso-metálicos, litosideritos, pétreo-metálico, "stony-iron")
  - Pallasitas o pallasitos
  - Mesosideritas o (Mesosideritos)

## Clasificación moderna completa
Desde el perfeccionamiento de los microscopios electrónicos en la década de los 70 hasta las nuevas técnicas de análisis de isótopos por espectrometría láser, han permitido realizar análisis químicos cada vez más profundos a nivel de isotopos, con lo que meteoritos que aparentemente estaban bajo la misma clasificación, se descubrió que tenían orígenes y épocas de formación completamente diferentes. Gracias a estos descubrimientos, se ha ido estructurando la nueva clasificación moderna de los meteoritos y actualmente una de las más usadas como punto de partida, fue la desarrollada por Addi Bischof en el año 2001.
Paralelamente también se fueron creando otras dos clasificaciones que complementaban aspectos no recogidos por la clasificación moderna, en una se clasifica a los meteoritos por la fuerza del choque que han sufrido y fue desarrollada por D. Stoffler, K. Keil y R. D. Scott.
La tercera clasificación se refiere a la exposición del meteorito al clima, fue desarrollada por F. Wlotzka en 1993. Un ejemplo de aplicación está en los meteoritos metálicos, que con los años se oxidan y deterioran rápidamente al contacto con el aire. Con esta clasificación se puede definir en qué grado de meteorización se encuentra un ejemplar.
Resumiendo, actualmente para clasificar un meteorito se utilizan tres clasificaciones distintas pero complementarias: metamorfismo de choque, meteorización, composición y procedencia.

### Clasificación por metamorfismo de choque
La "Clasificación por metamorfismo de choque" (o Clasificación por impacto o Shock metaporhism o Shock Stage) tiene en cuenta la fuerza del impacto del meteorito, generalmente se mide en Giga Pascales y es la siguiente:
- S1: sin choque, <5 GPa.
- S2: choque muy débil, 5-10 GPa.
- S3: choque débil, 10-20 GPa.
- S4: choque moderado, 30-35 GPa.
- S5: choque fuerte, 45-55 GPa.
- S6: choque muy fuerte, 75-90 GPa.
- Roca fundida, >90 GPa.

### Clasificación por meteorización
La "clasificación por meteorización" (Clasificación por alteración climatológica o Weathering grades)  tiene en cuenta los cambios químicos producidos debido a la meteorología como el agua, la temperatura, el viento, etc. A veces afecta sólo a la superficie y otras también a su interior. Un ejemplo de casos opuestos, sería un meteorito caído en medio del Desierto del Sáhara (donde no llueve), no tiene las mismas características que un meteorito similar caído justo al lado del mar (donde la sal y el agua cambian sus propiedades):
- W0: Aparentemente sin oxidación.
- W1: Alteración muy débil.
- W2: Alteración débil.
- W3: Moderada alteración.
- W4: Fuerte alteración.
- W5: Muy fuerte alteración.
- W6: Alteración masiva que reemplaza los silicatos por minerales arcillosos y óxidos.

### Clasificación por composición y procedencia
Uno de los promotores de esta forma de clasificación fue Addi Bischoff en el año 2001, a partir de la cual se ha ido ampliando con nuevos los conocimientos y avances científicos:
- Primitivos (o "no-fundidos"): es el material más primitivo de nuestro sistema solar (tienen varios miles de millones de años) que se han mantenido prácticamente inalteradas desde que se formaron, es decir, nunca han sufrido procesos de fusión o diferenciación.[9] Se cree que se formaron por condensación directa de la nébula solar[3][10] y a partir de ellas se formaron los cuerpos de nuestro sistema solar.

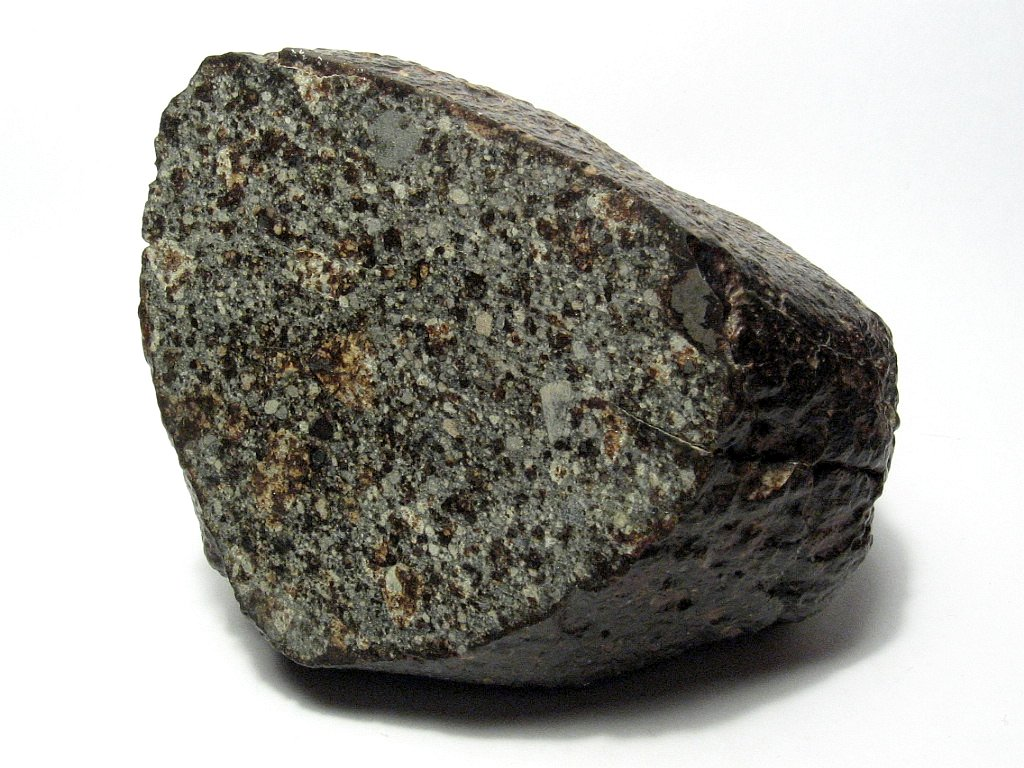
El meteorito NWA 869 es una condrita ordinaria L4-6, es decir, es del grupo L (Low iron) y su textura varía entre el tipo 4 y el tipo 6.

  - El meteorito NWA 869 es una condrita ordinaria L4-6, es decir, es del grupo L (Low iron) y su textura varía entre el tipo 4 y el tipo 6.Condritas. Poseen menos del 10% de metal. Las condritas se clasifican según dos parámetros: según el grupo al que pertenecen (5 grupos) y según su textura (hay 6 tipos, un número del 1 al 6 que indica menos o más alterado en el asteroide de origen, 1-2 alterado por agua, 3 poco alterados, 4-6 severamente alterados). Por ejemplo, Un meteorito C1, sería una condrita del grupo carbonáceas y de tipo 1.
    - GRUPOS: Se clasifican según analogía con meteoritos "famosos" del mismo tipo o su cantidad de hierro:
      - Carbonáceas (o tipo C). Contiene hasta el 5% de su peso en carbono. Sus metales principales son olivino y serpentina, junto con Fe y Ni.[11] Pueden contener hasta un 20% de agua y hasta un 7% de compuestos orgánicos.[10] Proceden de asteroides y quizás de cometas.
        - CO (Ornans, Francia, 1868). Contienen un 35-40% de cóndrulos (o 65-70% según el subtipo), estos son de 0.2-0,3mm.[2]
        - CI (Ivuna, Tanzania, 1938). Este es el grupo más primitivo de todos, tiene la menor densidad y carece de cóndrulos.[2]
        - CM (Mighei, Ucrania, 1889). Contienen un 15% menos de cóndrulos, de 0,3mm.[2]
        - CV (Vigarano, Italia, 1910). Contienen un 35-40% de cóndrulos, de 1mm.[2]
        - CR (Renazzo, 1824). Contienen un 40-60% menos de cóndrulos milimétricos porfídicos, inclusiones oscuras e inclusiones refractarias. Su matriz es de grano fino rica en filosilicatos.[2]
        - CK (Karoonda, Australia, 1930). Contiene muchos tipos de minerales opacos, sulfuros con elementos del grupo del platino, telururos y arseniuros. Pueden contener pequeños cristales de olivinos (<10 μm) y pentlandita.[2]
        - CB (Bencubbin Australia, 1930). Tienen la mayor relación metal/silicatos de todas las condritas carbonáceas. Se cree que se formó por condensación y que ha registrado los procesos de la nebulosa primitiva (antes de la creación de nuestro sistema solar).[2]
        - CH (High Iron). Matriz muy alterada a filosilicatos y alto nivel de hierro. Su olivino tiene altas cantidades de cromo.[2]
        - C (o CC) (carbonácea sin grupo).

      - Condritas ordinarias. Se clasifican según la cantidad de hierro que contienen. Proceden de asteroides pequeños.
        - H (High iron)(o tipo H o olivino-broncitas). Minerales principales; olivino, broncita, Ni-Fe.[11]
        - L (Low iron)(o olivino-hiperstenas o olivino-pigeonitas). Minerales principales; olivino, hiperstena, Ni-Fe.[11][12]
        - LL (very L low iron)(o anfoteritas) que contienen olivino, broncita, hiperstena y plagioclasas.[12]

      - Enstatitas (o tipo E). Contiene principalmente  mineral enstatita (un tipo de piroxeno), Fe y Ni.[11] Se clasifica según la cantidad de hierro que contienen. Proceden de asteroides pequeños.
        - EH (High iron).
        - EL (Low iron).
        - ELL (very L low iron).
        - Sin grupo. Hay meteoritos como el Tagish Lake que son completamente únicos y no tiene un grupo asignado.[2]

      - K (*) (Kakangari)(India, 1890). Que se sepa, sólo se ha encontrado una condrita K. Esta clase no está ampliamente reconocida por no cumplir el número mínimo de ejemplares.[2]
      - R (Rumurutis o rumurutiites o rumurutiitas o del Lago Carlisle) (Rumuruti, Kenia, África, 1934). Esta clase ha sido definida recientemente, al encontrarse cinco meteoritos de las mismas características, que son el mínimo necesario para nombrar a una nueva clase.[2]

    - TEXTURAS: El número de textura indica el grado de evolución del cuerpo padre del que procede el meteorito. Las condritas de Enstatita son de tipo 3, 4, 5 y 6. Las carbonáceas son de tipo, 1, 2, 3 y 4. Las condritas H, L y LL son de tipo 3, 4, 5, 6[13] y a veces, 7.[14]
      - Tipo 1 Presentan gran cantidad de compuestos volátiles como H2O y C. No tienen cóndrulos. La relación cóndrulos/matriz es cero.
      - Tipo 2 Tienen algunos cóndrulos. A veces tienen algo de vidrio ígneo. La relación cóndrulos/matriz es muy pequeña.
      - Tipo 3 Tienen más cóndrulos y están mejor definidos.
      - Tipo 4 Tienen muchos cóndrulos y poca matriz (la matriz es el resto del meteorito).  Generalmente los límites entre la matriz y los cóndrulos son difusos. La matriz está recristalizada.
      - Tipo 5 Todos los minerales han alcanzado el equilibrio químico entre sí. Los cóndrulos son difusos y la matriz está más recristalizada.
      - Tipo 6 La recristalización es total. Los límites entre la matriz y cóndrulos son poco claros.
      - Tipo 7 (*) Las condritas se han transformado al llegar hasta casi el punto de fusión. Los minerales están equilibrados y los cóndrulos son indistintos o ausentes. Este tipo generalmente no se utiliza la literatura sobre el tema.[14]

- Diferenciados (o "fundidos"): Son el resultado de procesos de fusión parcial o total de sus cuerpos de origen, o partes de ellos.

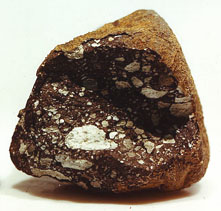
Meteorito lunar Allan Hills 81005, perteneciente al grupo de las acondritas lunares LUN A. Imagen de la NASA.

  - Meteorito lunar Allan Hills 81005, perteneciente al grupo de las acondritas lunares LUN A. Imagen de la NASA.Acondritas (o pétreas): Las acondritas son rocas ígneas, como las volcánicas. Su contenido inicial se ha transformado por completo debido al alto calor.  Se caracterizan por tener poco metal (menos del 1%) y se clasifican según su origen y nivel de calcio.[10]
    - Primitivas (o Grupo PAC): Son muy parecidas en composición y estructura a sus condritas precursoras. No han sufrido un alto grado de diferenciación, y probablemente proceden de pequeños asteroides que fundieron al recibir impactos meteoríticos, y que sufrieron un enfriamiento rápido. Son rocas ultramáficas (con una cantidad superior al 90% en minerales de Fe y Ni).
      - Acapulcoitas (o ACA) (Acapulco, México, 1976). Presentan gran abundancia de olivino y piroxeno; En menor cantidad se encuentra plagioclasa, metales de Fe y Ni y troilita. Se consideran a estas acondritas como la transición entre las condritas y materiales más diferenciados. La textura está conformada por pequeños cristales. La edad estimada del cuerpo del que proceden es de entre 4.555 y 4.562 millones de años, y unas edades de exposición a la radiación cósmica de 4 a 7 millones de años, que indicarían cuando se separaron del asteroide.
      - Lodranitas (o LOD) (Lodran, Pakistán, 1868). Apenas hay más de diez meteoritos de este grupo, y casi todos se han encontrado en la Antártida. Tienen la misma composición mineralógica y la misma relación isotópica de oxígeno que las acapulcoitas, por lo que se cree que proceden de un mismo asteroide. Los cristales son gruesos, con olivino y piroxenos, y probablemente provengan de capas más densas y profundas dentro del asteroide que las acapulcoitas.
      - Brachinitas (o BRA) (Brachina, Australia, 1974). Se han encontrado muy pocas brachinitas. Son los meteoritos procedentes de asteroides con mayor cantidad de olivino (93%). También contienen piroxeno, cromita, sulfuros, fosfatos y metales. La mitad también presentan plagioclasa. Hay estudios que relacionan las brachinitas con el asteroide 289 Nenetta.
      - Winonaitas (o WIN) (Winona, EE. UU, 1928). Algunas presentan cóndrulos relictos, indicando el origen condrítico de estos meteoritos. Están formadas por piroxenos, olivino, plagioclasa, troilita y metales de Fe y Ni. Los cristales presentan una textura equigranular, con tamaños finos y medios, y algunas presentan zonas de superficie milimétrica de diferente textura o mineralogía, que podrían ser indicadoras de procesos de fusión parcial. Los meteoritos metálicos del grupo IAB contienen restos de silicatos similares a las winonaitas, por lo que se especula con un origen común.
      - Ureilitas (o urelitas o U o URE) (Novo Urei, Mordovia, Rusia, 1886). Son las acondritas pobres en calcio. Son los meteoritos más raros de todos, ricos en grafito, clinobroncita,[11] olivinos, diamantes y silicatos. Presentan olivino (50-75%), piroxenos (14-35%) y muy poca cantidad de metales de Fe y Ni. No hay un acuerdo claro sobre el origen de las ureilitas, en algunas clasificaciones la ponen como "primitivas" y en otras como "asteroidales". Entre los cristales de estos minerales, en la matriz, se encuentran gases nobles y carbono (a veces en forma de diamante, que es un indicador de altas presiones). La presencia de diamantes se ha interpretado como el resultado de la metamorfosis de grafito. Las dataciones que se han realizado indican una edad de 4.550 millones de años.

    - Asteroidales. Proceden mayoritariamente del cinturón de asteroides. A diferencia de las acondritas primitivas, han sufrido un alto grado de diferenciación en el cuerpo de origen.
      - Angritas (o ANG) (meteorito Angra dos Reis, Río de Janeiro, Brasil, 1869). Pueden proceder de los asteroides 289 Nenetta o 3819 Robinson. Su principal mineral es la augita.[11][12]
      - Aubritas (o Au o AUB) (meteorito Aubres, Nyons, Francia, 1836) con mucha enstatita[11] y forsterita, pero casi sin metal. Se cree que pueden proceder del asteroide 3103 Eger.[12]
      - Grupo HED o HEDO. Proceden del asteroide Vesta.[15] Ya que este tipo de meteoritos reflejan la luz exactamente igual que el asteroide Vesta. Hace unos 1000 millones de años, el asteroide Vesta-4 perdió una parte de su masa por un violento impacto con otro asterioide, debido a ese choque algunos fragmentos vinieron hacía la Tierra.[3] Inicialmente había 3 clases de acondritas llamadas HED (Eucritas, Diogenitas, Howarditas), se cree que cada uno procede de la profundidad en que se encontraban en el momento en que dejaron el cuerpo de origen. Hoy en día se conocen 5 clases diferentes:
        - Eucritas (o Eu o EUC) (como la roca volcánica terrestre). Son las acondritas ricas en calcio. Sus principales minerales son la piogenita y la plagioclasa,[11] con acondritos anómalos. Inicialmente era lava solidificada que un día fluyó por la superficie del asteroide Vesta.
        - Diogenitas (o Di o DIO) (como las rocas plutónicas terrestres). Su mineral principal es hiperstena.[11] Presencia de broncita. Se cree que estaban a mayor profundidad en su origen.
        - Howarditas (o Ho o HOW) (mezcla de las otras dos). Sus principales minerales son la hiperstena y la plagioclasa.[11] Se formó debido al impacto.
        - Olivina Diogenita.
        - Olivina Dunita.

    - Lunares (o LUN).
      - Brechas de impacto:
        - LUN A (o LUN F): Anortositas o feldespáticas. Rocas tipo brechas de las tierras altas.
        - LUN G: Mare gabbros. Rocas tipo brechas de los  mares lunares.

      - Basalto lunar:
        - LUN B: Mare basalts. Rocas  basálticas de los mares lunares.
        - LUN N: Norita lunar. Sólo se ha encontrado un meteorito LUN N.

    - Marcianas (o SNC). Procedentes de Marte.
      - Shergottitas (o Shergotiitas)(Shergotty, India, 1865)
        - Shergottitas basálticas.
        - Shergottitas lherzolíticas.
        - Shergottitas olivínicas.

    - Nakhlitas (El Nakhla, Egipto, 1911). Salieron de Marte hace 10-12 millones de años.
    - Chassignitas (Chassigny, Francia, 1815).
    - Ortopiroxenitas (o A84 o OPX o ALH 84001). (Antártida, 1984). Se encontraron lo que podría ser microfósiles marcianos similares a las nanobacterias terrestres.

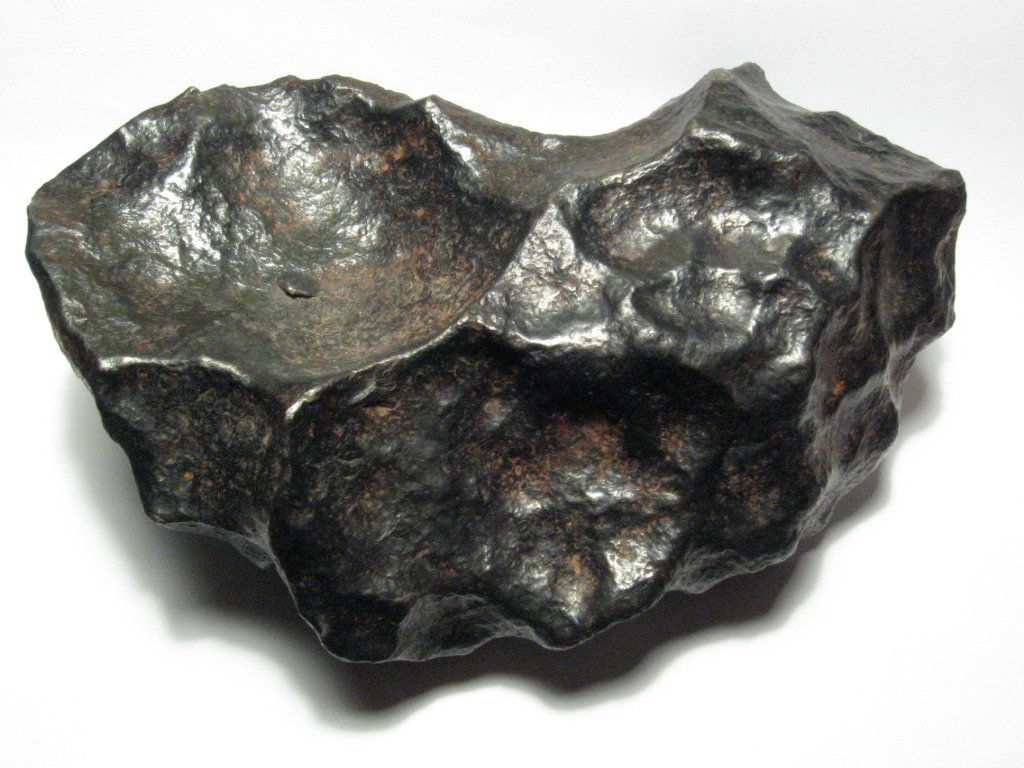
El meteorito Gibeon está clasificado como metálico magmático tipo IVA. Fue encontrado en Namibia en 1836

  - El meteorito Gibeon está clasificado como metálico magmático tipo IVA. Fue encontrado en Namibia en 1836Metálicos. Proceden generalmente de grandes asteroides. Se caracterizan por estar compuestos por más del 90% de metal (aleación Fe-Ni). Se clasifican combinando dos características: su forma estructural y su composición química.
    - FORMA ESTRUCTURAL: Si hay presencia de las líneas de Windmanstätten (depende del % de níquel) y del grosor de las bandas de camacita.
      - Hexaedritas. Se caracterizan por tener poco níquel.[3] Contienen aprox. 4 a 6% de níquel y 90% Fe. Se llaman así por estar formadas por cristales cúbicos (hexaédricos) de camacita.[11][16] Contienen estructuras de Neumann.[10]
      - Octaedritas. Se caracterizan por ser las más comunes[3] y tener más níquel que las Hexaedritas. Contienen aprox. 6 a 14% de níquel y tienen líneas de Windmanstätten. Contienen camacita y taenita.[11][10] Se llaman así porque la camacita tienen cuatro orientaciones principales paralelas a planos octaédricos (Estructura de Widmanstatten). Son los meteoritos metálicos más abundantes. Se clasifican según el ancho de sus líneas:
        - Octaedritas muy finas. Menor de 0,2 mm.
        - Octaedritas finas. Entre 0,2 y 0,5 mm.
        - Octaedritas medias. Entre 0,5 y 1,3 mm.
        - Octaedritas gruesas. Entre 1,3 y 3,3 mm.
        - Octaedritas muy gruesas. Mayor de 3,3 mm.
        - Ataxitas. Se caracterizan por contener bastante níquel.[3] Contienen más de 14% de níquel y principalmente contienen una mezcla de plesita. No tienen líneas de Windmanstätten. Cuando contiene del 14% al 25% de Ni su composición es una mezcla de taenita y camacita. Cuando el Níquel es superior al 25%, la ataxita se compone básicamente de taenita.

    - COMPOSICIÓN QUÍMICA: La clasificación química está basada básicamente en la presencia Ni y de elementos traza como el Ge, el Ga y el Ir, pero también se utilizan el antimonio (Sb), arsénico (As), cobalto (Co), cobre (Cu), oro (Au), talio (Tl) y wolframio (Wo).
      - Magmáticas. Se subdivide en varios tipos:[12]
        - I(*): Octaedritas con inclusiones gruesas. Contiene 8 a 22% de agua ligada a minerales hidratados, compuestos orgánicos no pirolizados y no contiene cóndrulos.[13] Ejemplo: meteorito Canyon Diablo[17]
        - I-An(*): El "An" viene de "Anomalous". I-An son sideritos ricos en inclusiones, contienen un alto grado de hierro.  Entre la mitad y la tercera parte de las inclusiones de silicatos son olivinas y la otra mitad o tercera parte son piroxenos (igual que el grupo I).[17] Ejemplo: meteorito Copiapo[17]
        - IC: Octaedritas gruesas. Contienen cohenita, cromita e inclusiones de sulfuros, y se caracterizan por la ausencia de silicatos y de grafito en los sulfuros.
        - II(*): Contienen de 2 a 16% de agua asociada a los minerales hidratados.[13]
        - IIA(*): Hexaedritas con presencia de camacita y daubreelita. Ejemplo: meteorito Coahuila.[17]
        - IIAB: Octaedritas y hexahedritas, con poca cantidad de Ni.
        - IIB(*): Octaedritas gruesas o muy gruesas. Presencia de camacita y taenita. Ejemplo: meteorito Sikhote-Alin.[17]
        - IIC: Octaedritas plesiticas, con cantidades altas de Talio. Se caracterizan por la presencia de plesita. Contiene también camacita y taenita. Ejemplo: met. Ballinoo.[17]
        - IID: Octaedritas finas a medias (10 % - 11,5 % de Ni), con cantidades altas de Ga y Ge, e inclusiones de schreibersita (fosfuro de Fe y Ni). Es muy resistente. Contiene también camacita y taenita. Ejemplo: meteorito Carbo.[17]
        - IIF: Ataxitas, lo que indica una gran abundancia de Ni. Son parecidas a las de las pallasitas Eagle Station.
        - IIG: Hexaedritas u octaedritas muy gruesas. Tienen poca cantidad de Ni y azufre (S) y bastante abundancia de schreibersita, relacionados con el grupo IIAB.
        - IIIA(*): Octaedritas medias (7 % - 8 % de Ni). Contiene camacita, taenita y troilita. También contienen alrededor del 1% de agua.[13] Ejemplo: meteorito Cape York.[17]
        - IIIAB: Octaedrita media a gruesa. Presentan nódulos de troilita y grafito, con rara presencia de silicatos. Origen común con las MGP (pallasitas del Grupo Principal).
        - IIIB(*): Octaedritas medias (8,6 % - 10,6 % de Ni). Contiene camacita, taenita y fosfuros. Ejemplo: Met. Chupaderos[17]
        - IIIC(*): Octaedritas finas (10,5 % - 13,5 % de Ni) Contiene camacita, taenita y carburos. Ejemplo: met. Mungindi.[17]
        - IIID(*): Octaedritas finas o muy finas. Contiene camacita, taenita y carburos. Ejemplo: Tazewell.[17]
        - IIICD: Octaedritas finas o muy finas o ataxitas. Presencia de haxonita e inclusiones de silicatos. Relacionados con meteoritos del grupo IAB.
        - IIIE: Octaedritas finas. Presencia de carburos, camacita, taenita, cohenita e inclusiones de haxonita. Ejemplo: met. Kokstatd.[17]
        - IIIF: Octaedritas finas y medias con poca cantidad de Ni, Ge, Co, fósforo (P) y As, y cantidades elevadas de cromo (Cr).
        - IVA: Octaedritas finas o muy finas (7,5 % - 10 % de Ni), con muy poca abundancia de Ge y Ga. Contiene camacita y taenita. Ejemplo: met. Gibeon.[17]
        - IVB: Ataxitas, con presencia de plesita. Presentan grandes cantidades de Ni e Ir, y menor abundancia de elementos volátiles como el Ga o el Ge. Contiene también camacita y taenita. ejemplo: met. Hoba.[17]
        - Sin grupo (o futuro grupo nuevo). No pueden incluirse en ninguno de los grupos anteriores, representando el 15% de los meteoritos metálicos recolectados fuera de la Antártida, y el 39% de los recogidos en ella. Ejemplo: meteorito Nedagolla[17]

    - No Magmáticas
      - IAB o IAB complex: Dentro de este grupo hay representadas ataxitas y hexaedritas, pero predominan las octaedritas gruesas y medias. Presentan silicatos similares a los de las acondritas primitivas winonaitas, lo que podría implicar que las winonaitas y los meteoritos del grupo IAB tienen un origen común. También contienen inclusiones de troilita, grafito y cohenita. El complejo IAB incluyen los antiguos grupos IAB y IIICD.[18] El nuevo término "IAB complex" incluye una variedad de grupos recientemente definidos, incluido el grupo IAB-MG, grupúsculos, y los meteoritos que hasta ahora no tenían grupo.[19]
        - IAB-MG o IAB grupo principal o IAB-Main Group.
        - sLL (poco Au, poco Ni).
        - sLM (poco Au, medio Ni).
        - sLH (poco Au, mucho Ni).
        - sHL (mucho Au, poco Ni).
        - sHH (mucho Au, mucho Ni).
        - Udei station (a veces se incluye como "sin grupo", por ser una mezcla particular entre IAB, IIICD y quizás IIE). Presencia de hierro con silicatos y fosfatos. Contiene también olivinos.
        - Pitts (igual que el anterior, a veces se incluye como "sin grupo"). Presencia Cl, Ar, y se han hallado isótopos estables de He, Ne, Ar.
        - Sin grupo.

      - IIE: Suelen tratarse de octaedritas medias. La composición es similar al de las mesosideritas y pallasitas y las proporciones de isótopos de oxígeno (O) son similares a las condritas H.

  - Metalorrocosos o siderolíticos. Proceden de asteroides grandes. Se componen aproximadamente 50% de metal y 50% Silicato (más sulfuros), y se clasifican según las variaciones en esta proporción.

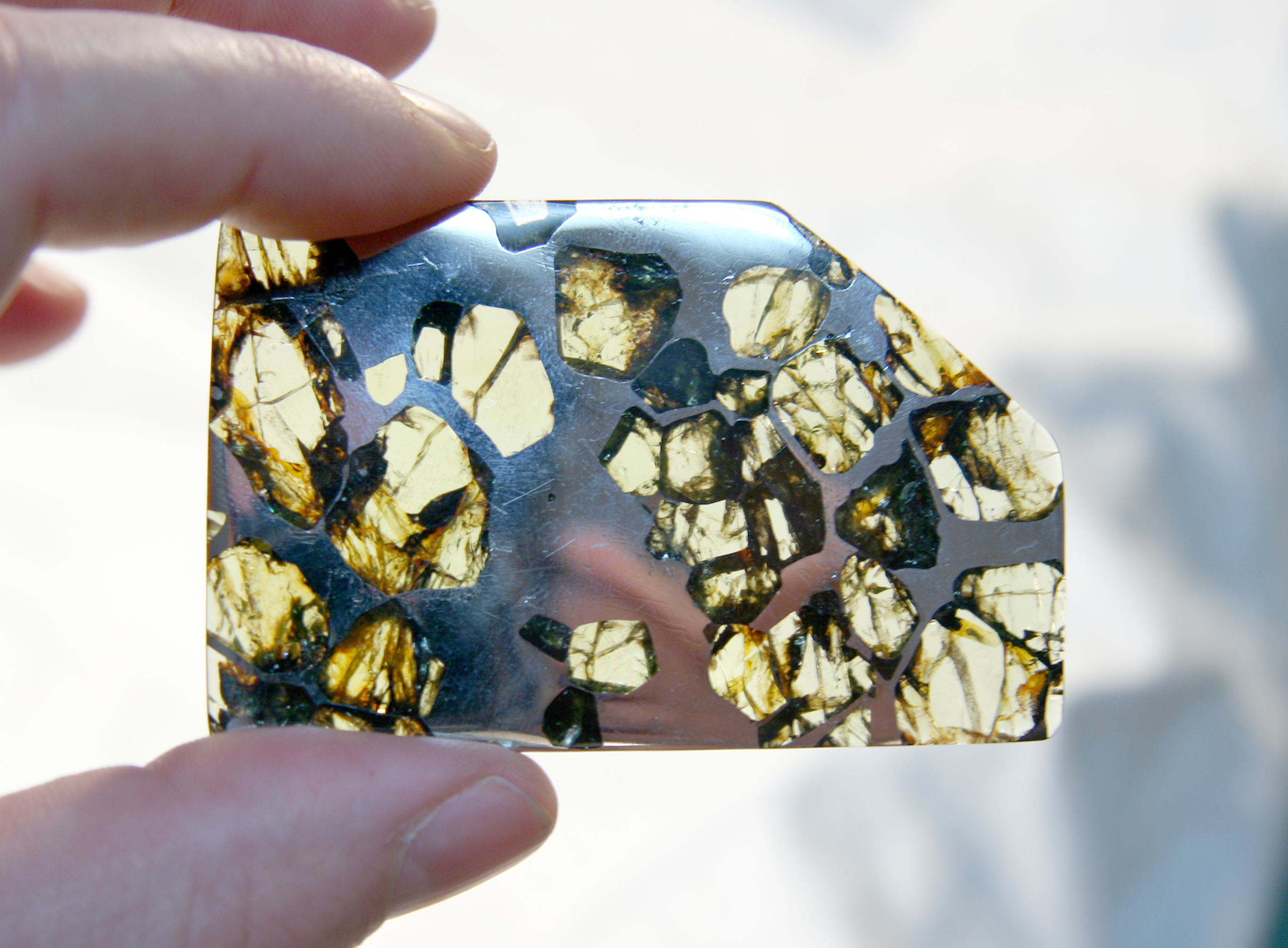
Sección del meteorito metalorrocoso Esquel, una pallasita MGP (o Grupo principal). Imagen de la NASA.

    - Sección del meteorito metalorrocoso Esquel, una pallasita MGP (o Grupo principal). Imagen de la NASA.Pallasitas. Cristales de olivino muy puros englobados en metal. Proporción 2 de silicato (olivino) a 1 de metal (Fe y Ni). Contienen estructuras de Widmanstätten. El nombre de pallasita proviene del zoólogo y botánico alemán Peter Simon Pallas, que descubrió en 1772 el primer ejemplar de este tipo de meteorito en Siberia, cerca de Krasnojarsk (Rusia).
      - PMG (o Grupo principal o Pallasite Main Group). Presentan una cantidad variable de cristales de olivino rico en magnesio (Mg), englobados en una matriz de Fe-Ni que presenta estructuras de Widmanstätten. La composición del metal es similar a la de los meteoritos metálicos ricos en Ni del grupo IIIAB.
        - PMG
        - PMG-am (o PMG anomalous metal)
        - PMG-as (o PMG anomalous silicates)

      - ESP (o Eagle Station Pallasites o ES). Debe su nombre a que en 1880 se encontró 36,3 kg de este tipo peculiar de pallasita cerca de Eagle Station (Carroll Country), Kentucky, EE. UU. Presentan gran cantidad de olivino rico en Fe, englobado en una matriz de Fe-Ni. Las cantidades presentes de Ni son las más altas de todas la pallasitas, y también muestran una gran abundancia de iridio (Ir). El metal es parecido al del grupo de meteoritos metálicos IIF.
      - PXP (Piroseno). Poseen unos valores bajos en la relación FeO/MnO. Deben su nombre a la presencia de piroxenos, ya sea como inclusiones en los cristales de olivino o como granos, tanto en la matriz de Fe-Ni, como rodeando los olivinos.
      - Inclasificables.

    - Mesosideritas. Sus principales minerales son Piroxeno, plagiocasa, Ni-Fe.[11] Su composición es variada, desordenada y proporción 1 de silicato (piroxeno y tridimita) a 1 de metal (Fe-Ni). A veces las estructuras de Widmanstätten no se ven. Los Mesosideritos se han dividido con una clasificación que se asemeja a la de las condritas. Hay tres grupos petrológicos denominados A, B y C, los cuales tienen subgrupos numéricos que expresan el grado de metamorfismo. El grado 1 es de grano fino y fragmentario, 2 y 3 muestran recristalización progresiva, y 4 es una fusión de brechas.
      - Clase A (basálticos). Contienen hierro, calcio piroxeno, plagioclasa. Se dividen a su vez en 1A, 2A, 3A y 4A.
      - Clase B (ultramáficos). Contienen hierro, calcio piroxeno, plagioclasa, ortopiroxeno. Se subdivide en las clases 1B, 2B y 3B.
      - Clase C (ortopiroxeno). Contiene mayormente ortopiroxeno. Sólo tiene una clase, la 2C.

Nota: Los grupos marcados con (*) existen en algunas clasificaciones y no existen en otras.